# غراهام ميتشيل (لاعب كرة قدم)
غراهام ميتشيل (بالإنجليزية: Graham Mitchell)‏ (2 نوفمبر 1962 بغلاسكو في المملكة المتحدة - ) هو لاعب كرة قدم بريطاني في مركز الدفاع. لعب مع نادي فالكيرك ونادي هيبرنيان وهاميلتون أكاديميكال.

## وصلات خارجية
- غراهام ميتشيل على موقع قاعدة بيانات كرة القدم.إي يو (الإنجليزية)
- غراهام ميتشيل على موقع Soccerbase.com (لاعب) (الإنجليزية)